# Fakulteta za industrijski inženiring Novo mesto
Fakulteta za industrijski inženiring Novo mesto (kratica FINI) je fakulteta v Novem mestu, ki je začela delovati leta 2009. Ustanovitelja fakultete sta Univerzitetno in raziskovalno središče Novo mesto in Šolski center Novo mesto. Pri izvajanju študijskih programov se fakulteta povezuje z gospodarstvom in je prva in edina fakulteta v Sloveniji, ki je članica projekta Globalnega partnerstva, ki vključuje 55 visokošolskih institucij v 31 državah sveta.
Trenutni dekan je dr. Simon Muhič.
Fakulteta v okviru dodiplomskega študija izvaja naslednje programe:
- Visokošolski študijski program Inženiring in vozila (VS)
- Univerzitetni študijski program Inženiring in vozila (UN)

Fakulteta v okviru podiplomskega študija izvaja naslednje programe:
- Magistrski študijski program Inženiring in avtomobilska industrija (MAG)
- Doktorski študijski program Inženiring in avtomobilska industrija (DR)